# Skittles (spel)
För konfektyren Skittles, se Skittles

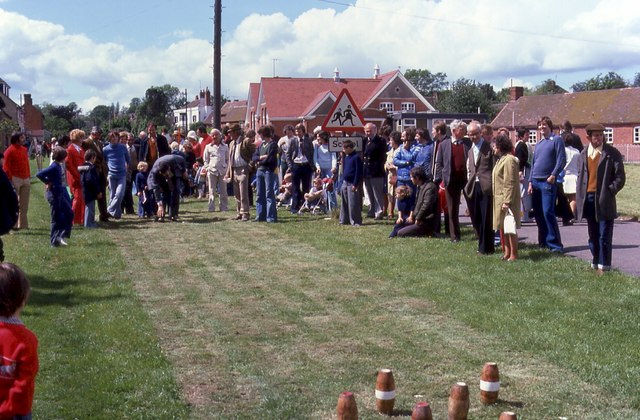
Skittles, spelat i Storbritannien

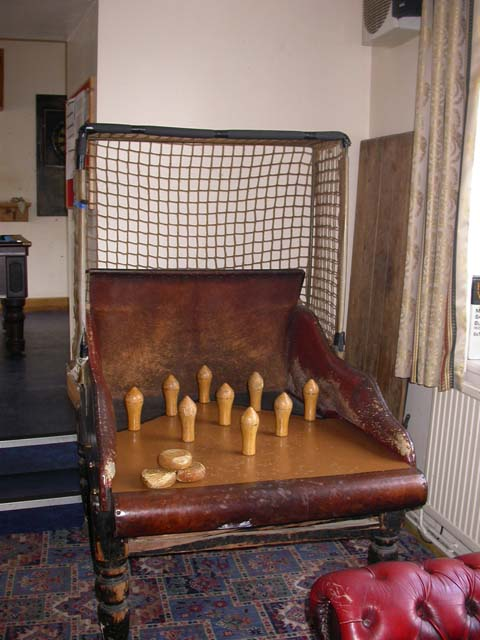
Skittles som pubspel i England

Skittles är ett äldre europeiskt sällskapsspel med käglor, som påminner om kubb.
Skittles spelas som utomhusspel bland andra länder i Storbritannien, Tyskland, Österrike och Schweiz. Skittles spelas också inomhus på pubar på sina håll i Storbritannien. Varianter förekommer i Australien och Katalonien. En variant i Nederländerna spelades med ett klot med hål i, och kan vara det spel som var ursprung till det i USA utvecklade bowling-
Sällskapsspelet delar historia med det utomhusspel som kallas bowls och är avlägset relaterat till olika former av biljard.

## Regelvarianter i urval
Frontkäglan förstKäglor räknas endastr om frontkäglan välts som första kägla. Om spelare missar denna, får de fallna käglorna ligga oräknade.
NomineringSpelaren ska utse den kägla som han vill slå ned först. Om denna kägla inte slås ned, räknas inte poäng.
Fyra käglorEndast fyra käglor används, en frontkägla, en längst bak och två emellan. Frontkäglan måste slås ned först.

## Scattles and smite
Scattles and smite är en variant som spelas med käglor numrerade 1-12. Spelarna kastar pinnen på käglorna i turordning med målet att slå ned käglor med tillsammans 50 poäng. Om käglor slås ned med mer än 50 poäng sammanlagt, reduceras resultatet till 25 poäng. Denna variant påminner om den tidigare Cornwall-varianten, vilket i sin tur baseras på det finländska sällskapsspelet mölkky.